# Крејн (Тексас)
Крејн (енгл. Crane) град је у америчкој савезној држави Тексас. По попису становништва из 2010. у њему је живело 3.353 становника.

## Демографија
Према попису становништва из 2010. у граду је живело 3.353 становника, што је 162 (5,1%) становника више него 2000. године.
| Група             | 2000.         | 2010.         |
| Белци             | 1.614 (50,6%) | 1.283 (38,3%) |
| Афроамериканци    | 96 (3,0%)     | 104 (3,1%)    |
| Азијати           | 12 (0,4%)     | 10 (0,3%)     |
| Хиспаноамериканци | 1.449 (45,4%) | 1.911 (57,0%) |
| Укупно            | 3.191         | 3.353         |